# Vanault-le-Châtel
Vanault-le-Châtel is een gemeente in het Franse departement Marne (regio Grand Est) en telt 155 inwoners (1999). De plaats maakt deel uit van het arrondissement Vitry-le-François.

## Geografie
De oppervlakte van Vanault-le-Châtel bedraagt 33,2 km², de bevolkingsdichtheid is 4,7 inwoners per km².
De onderstaande kaart toont de ligging van Vanault-le-Châtel met de belangrijkste infrastructuur en aangrenzende gemeenten.

## Demografie
Onderstaande figuur toont het verloop van het inwonertal (bron: INSEE-tellingen).